# Alcor Life Extension Foundation
Alcor Life Extension Foundation (powszechnie używana nazwa: Alcor) – organizacja non-profit zajmująca się krioprezerwacją (krionika) ciał lub mózgów osób, u których stwierdzono zgon, z nadzieją na ich ożywienie, gdy nauka osiągnie poziom umożliwiający wyleczenie przyczyny zgonu pacjenta oraz naprawę szkód wywołanych przez zamrożenie. Alcor prowadzi także badania naukowe nad hibernacją.
Założenia, na których opiera się działalność Alcoru sprowadzają się do stwierdzenia faktu, że człowiek po swojej śmierci nie ma nic do stracenia oddając swoje ciało na przechowanie, zyskuje natomiast nadzieję, że z rozwojem nauki zostanie przywrócony do życia.
Siedziba Alcor mieści się w Scottsdale w stanie Arizona w Stanach Zjednoczonych.

## Historia
Alcor został założony w USA w 1972 roku przez Freda i Lindę Chamberlain. Założenia działania fundacji zostały nakreślone przez Roberta Ettingera, który w 1964 roku opublikował książkę The Prospect of Immortality (Perspektywa nieśmiertelności).
W 1994 roku Alcor stał się obiektem kontrowersji w związku ze śmiercią jednego z klientów, co do którego zachodziło podejrzenie, że został zamordowany. Nikomu nie zostały postawione zarzuty w tej sprawie.

## Statystyka
Zgodnie ze stanem na 30 kwietnia 2019, Alcor przechowuje ciała 168 pacjentów, a dalszych 1256 jest członkami, co oznacza, że po śmierci zostaną poddani krioprezerwacji. Większość pacjentów Alcor to pacjenci „neuro”, czyli przechowywane są same ich mózgi (w głowie lub bez).

## Koszty
Koszt krioprezerwacji wynosi od 80 000 USD (opcja „neuro”) do 200 000 USD (całe ciało). Na powyższe ceny składają się koszty Patient Care Trust, krioprezerwacji oraz Comprehensive Member Standby (CMS) (pogotowia krionicznego) – z których ostatnia składowa dostępna jest tylko dla pacjentów z terenu Stanów Zjednoczonych.
Dodatkowe opłaty dotyczą osób spoza terenu Stanów Zjednoczonych: 15 000 dolarów dla mieszkańców Wielkiej Brytanii, 25 000 dolarów dla osób mieszkających poza USA, Wlk. Brytanią i Kanadą.
Powyższe koszty najczęściej opłaca się z polisy ubezpieczeniowej na życie. Suma ubezpieczenia powinna obejmować koszt krioprezerwacji wymagany przez Alcor oraz koszt transportu zwłok (najczęściej przez zakład pogrzebowy), plus dodatkowe fundusze na wszelki wypadek (poza USA choćby np. na wypadek zmiany kursu dolara). Uposażonym (beneficjentem) polisy czyni się Alcor. Po śmierci suma ubezpieczenia wypłacana jest fundacji Alcor.
Usługi oferowane są przede wszystkim dla członków Alcor. Koszt członkostwa wynosi 53 USD miesięcznie lub 156 USD kwartalnie lub 620 USD rocznie + 180 USD za Comprehensive Member Standby. Są przewidziane zniżki dla kolejnych członków rodziny, dzieci oraz studentów. Koszty członkostwa należy pokryć we własnym zakresie (nie jest to możliwe poprzez polisę ubezpieczeniową). W razie organizowania krioprezerwacji już po zgonie, przez rodzinę zmarłego, pobierane są dodatkowe opłaty (25 000 lub 50 000 dolarów w zależności, czy organizujący jest członkiem Alcor, czy też nie).
Alcor umożliwia swoim członkom podpisanie kontraktu na czuwanie przy umierającym, stabilizację i transport ciała z Suspended Animation, Inc.